# Modelina

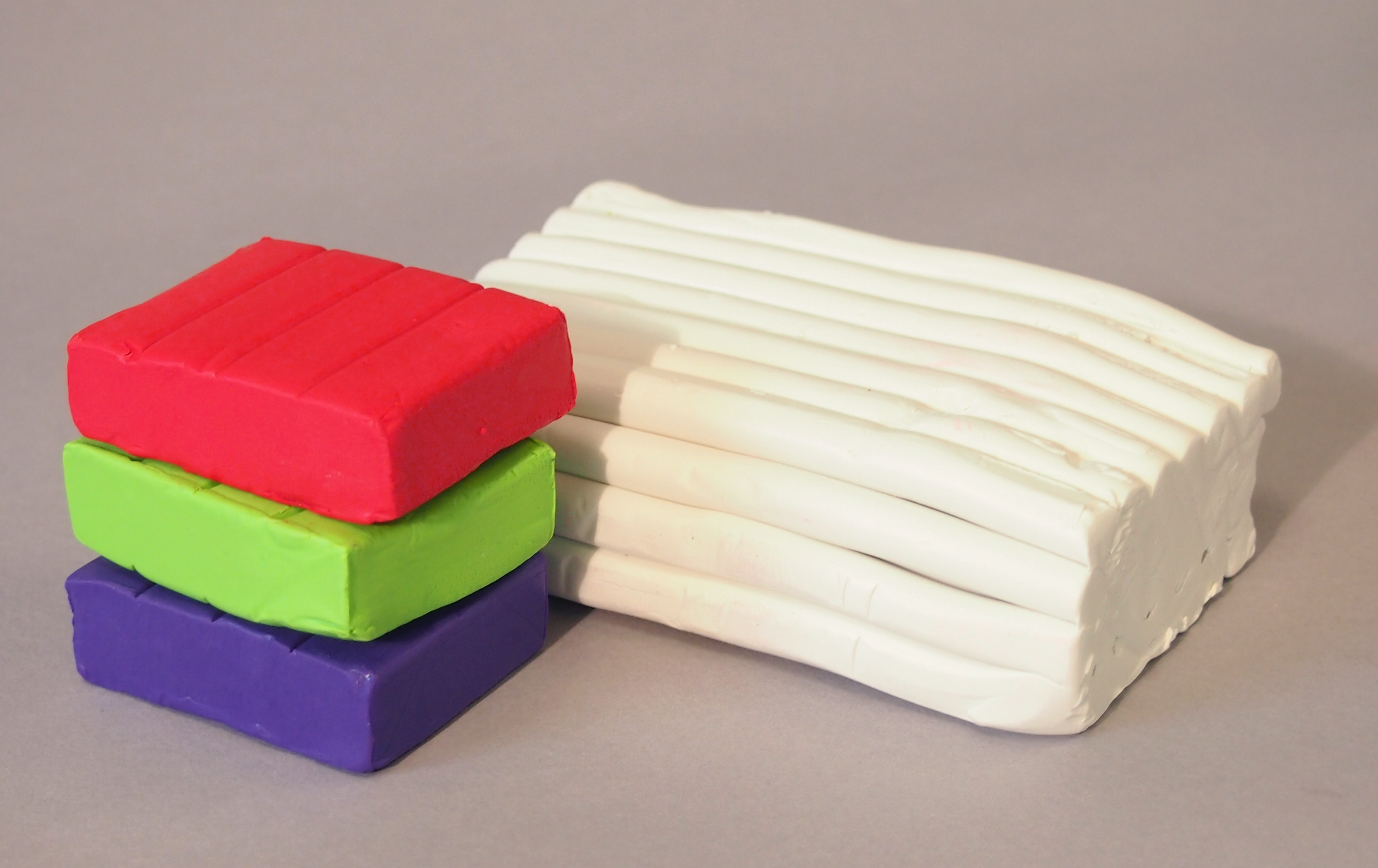
Bloczki modeliny

Modelina – popularna nazwa różnych utwardzalnych mas plastycznych, przypominających przed utwardzeniem swoimi właściwościami modelarskimi plastelinę. 
Istnieje wiele odmian modeliny, które są utwardzane pod wpływem temperatury, światła lub powietrza. W ich skład wchodzą zwykle sole nienasyconych kwasów tłuszczowych i różnego rodzaju syntetyczne żywice zdolne do sieciowania pod wpływem podwyższonej temperatury, światła, powietrza, wilgoci lub kombinacji tych czynników. 
Modelina jest z jednej strony zabawką, z której dzieci mogą samodzielnie wykonywać figurki, a z drugiej jest materiałem stosowanym przez zawodowych plastyków do produkcji rzeźby użytkowej i biżuterii.